# Остров Малый (Приморский край)
Остров Малый — небольшой остров в Японском море, в 23 км по прямой от Владивостока, в 5 км от ближайшего населённого пункта — п. Старк на острове Попова и в 0,31 км от ближайшего, более крупного острова Клыкова.
Остров Малый административно относятся к Владивостокскому городскому округу Приморского края.
Протяжённость острова с севера на юг составляет 200 м. В поперечнике, остров не более 140 м. Площадь острова 1,46 га или около 0,0146 км². Протяжённость береговой линии составляет 0,49 км. Галечниковые и валунные пляжи почти полностью окружают остров. Имеются лишь два скалистых мыса, выдающихся в море. На северо-запад от острова, почти на 300 м, тянется риф с выступающими над поверхностью моря невысокими скалами. Высшая точка острова — 37 м. Несмотря на небольшие размеры острова Малый, почти половину его территории занимает широколиственный лес. Остальная территория занята скалистыми обрывами и галечниковыми пляжами у их подножья.
Остров необитаем. Туристами посещается неохотно, так как не имеет источников пресной воды, протяжённых, удобных для стоянки пляжей, и каких-либо достопримечательностей.